# Щепеліно
Щепе́ліно (рос. Щепелино) — присілок у складі Кічменгсько-Городецького району Вологодської області, Росія. Входить до складу Кічмензького сільського поселення.

## Населення
Населення — 15 осіб (2010; 14 у 2002).
Національний склад (станом на 2002 рік):
- росіяни — 93 %